# Питер Јустинов
Сер Питер Јустинов (енгл. Sir Peter Alexander Ustinov, 1921-2004), британски глумац, редитељ и драмски писац.

## Биографија
Рођен је у Лондону 16. априла 1921, као Питер Александар, барон фон Јустинов, у породици руских емиграната. Почео је да глуми у позоришту 1938. године. Током Другог светског рата провео је 4 године у британској војсци. Освојио је међународно признање и достигао врхунац славе током 1950-их својим улогама у комедијама  (Ми нисмо анђели из 1955) и епским историјским драмама (Кво Вадис, Египћанин, Спартак). Освојио је два Оскара за најбољу споредну мушку улогу, за комичног робовласника у "Спартаку" (1960) и преваранта у филму "Топкапи" (1964). Умро је у Швајцарској 28. марта 2004. године.

## Улоге
| Година | Наслов               | Улога         |
| ------ | -------------------- | ------------- |
| 1951.  | Кво Вадис            | Нерон         |
| 1954.  | Египћанин            | Капта         |
| 1955.  | Ми нисмо анђели      | Жил           |
| 1960.  | Спартак              | Батијатус     |
| 1964.  | Топкапи              |               |
| 1973.  | Робин Худ            | Принц Џон     |
| 1978.  | Смрт на Нилу         | Херкул Поаро  |
| 1989.  | Француска револуција | Гроф Мирабо   |
| 2003.  | Лутер                | Фридрих Мудри |